# Carol van Eert
Carol Franciscus van Eert (Budel, 2 augustus 1962) is een Nederlandse geograaf, ambtenaar en bestuurder. Hij is lid van de PvdA. Sinds 11 januari 2018 is hij burgemeester van Rheden.

## Loopbaan
Van Eert doorliep het atheneum aan het Kruisheren Kollege en studeerde van 1980 tot 1988 stads- en economische geografie aan de Katholieke Universiteit Nijmegen. Hij was daarna van 1988 tot 1997 achtereenvolgens werkzaam op de afdeling Economische Zaken bij de gemeenten Tilburg, Nijmegen, Ede en Arnhem.
Van 1997 tot 2005 ging Van Eert bij de Stadsregio Arnhem Nijmegen (voorheen Knooppunt Arnhem-Nijmegen) werken als projectleider economische ontwikkeling en was hij actief als consultant vanuit zijn eigen adviesbureau Van Eert Advies. In 2005 werd Van Eert benoemd tot secretaris-directeur van de Stadsregio Arnhem Nijmegen.

## Politiek
Op 2 april 2012 werd Van Eert benoemd tot burgemeester van de gemeente Beuningen, waar hij de opvolger was van Huib Zijlmans. In november 2017 heeft de gemeenteraad van Rheden hem voorgedragen om daar burgemeester te worden. Hij ging daar op 11 januari 2018 aan de slag. Daphne Bergman is met ingang van 15 januari 2018 benoemd tot  waarnemend burgemeester van Beuningen.

## Persoonlijk
Van Eert is getrouwd en heeft drie kinderen.